# Atmen (Film)
Atmen ist ein 2011 produzierter österreichischer Spielfilm. Das Drama ist die erste Regiearbeit des Schauspielers Karl Markovics, der auch das Drehbuch verfasste.

## Handlung

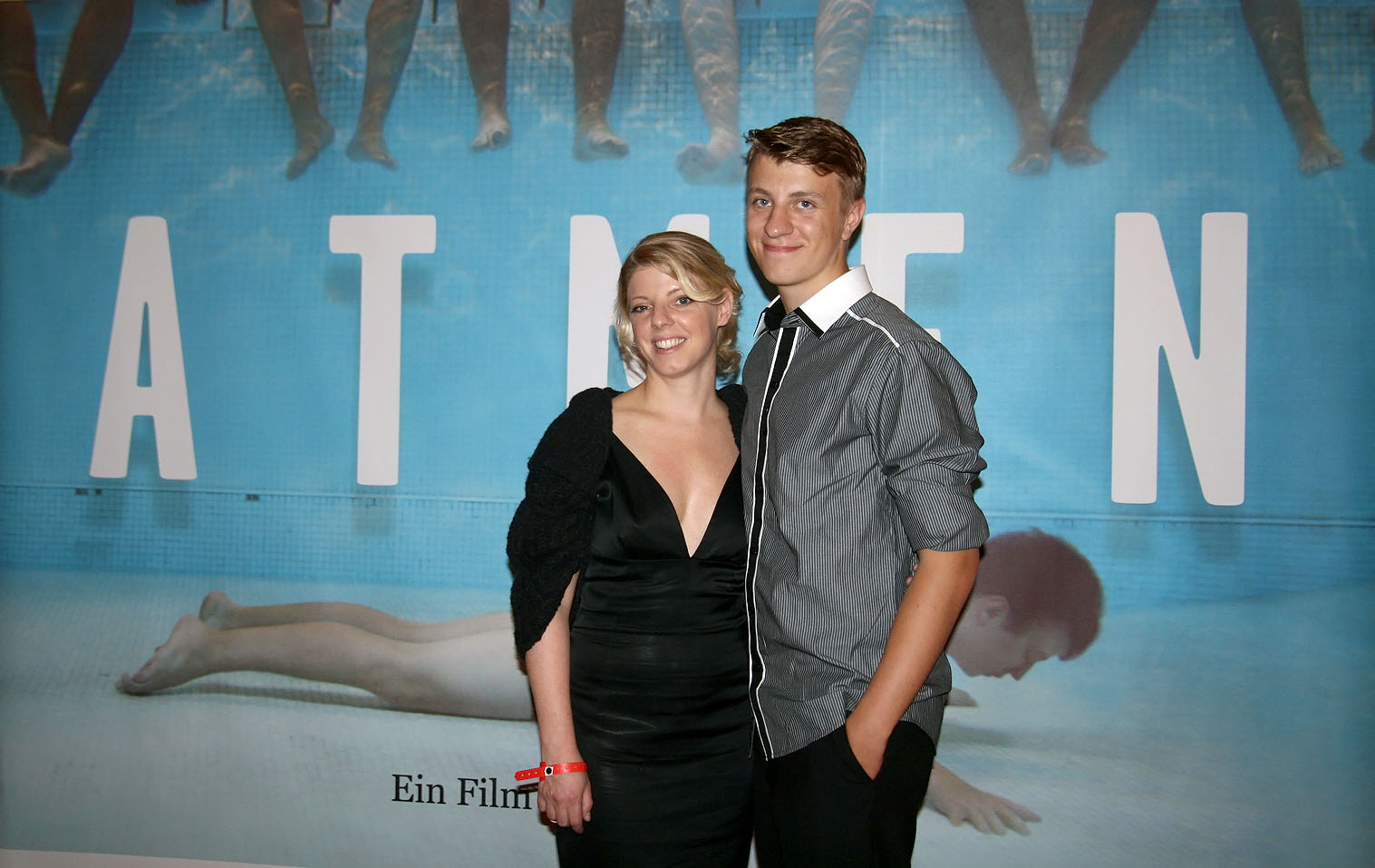
Karin Lischka und Thomas Schubert bei der Premierenfeier in Wien 2011

Roman Kogler ist 19 Jahre alt und verbüßt eine Haftstrafe von fünf Jahren in einem Jugendgefängnis in Niederösterreich. Im Alter von 14 Jahren hatte er im Zuge eines Streites einen gleichaltrigen Kontrahenten zu Tode getreten. Von seiner Mutter als Kind verstoßen, möchte er eine frühzeitige Haftentlassung beantragen. Doch dazu braucht er einen Job. In einer Zeitung liest er eine Stellenausschreibung bei der Bestattung Wien.
Obwohl ihm sein Bewährungshelfer davon abrät, fängt Roman während seines Freiganges als Bestatter an. Hier muss er nicht nur die Scheu gegenüber Leichen ablegen, sondern muss auch das Mobbing seines Vorgesetzten Rudolf Kienast ertragen. Eines Tages erhält das Team rund um Roman den Auftrag, einen Leichnam aus dem Kaiser-Franz-Josef-Spital auf einen Friedhof zu bringen. Die Dame heißt, wie Roman, mit Nachnamen Kogler, weshalb Roman annimmt, dass seine Mutter vor ihm liegt. Zwar stellt sich später heraus, dass die Frau nicht seine Mutter ist, doch der Jugendliche beginnt nach seiner Mutter zu suchen. Roman kann seine Mutter Margit Kogler schnell ausfindig machen und spricht sie in einem Möbelhaus an. Sie führen ein langes Gespräch über die Vergangenheit, Roman lügt seine Mutter an und erzählt, dass er Tauchlehrer sei. Seine Haftstrafe verschweigt er vollständig. Auf die Frage, warum sie ihren eigenen Sohn freiwillig der Jugendfürsorge übergab, antwortete die Mutter, dass diese Tat das Beste war, was sie je in ihrem Leben gemacht hat. Roman geht darauf wütend weg.
In der Zwischenzeit gibt es ein Schlüsselerlebnis zwischen Kienast und Roman. Bei einer Abholung aus einer Wohnung wehrt sich Roman gegen die Anfeindungen von Kienast. Als er ihm hilft den Leichnam zu waschen und anzukleiden, funktioniert zum ersten Mal die Zusammenarbeit und die weiterhin karge Kommunikation verbessert sich. Dass Kienast mehr und mehr, trotz seiner groben Art, Roman akzeptiert, erkennt man an der Hilfestellung beim Binden der Krawatte, was Kienast ihm früher grobschlächtig verweigert hatte. Auch bei der Abholung eines vermeintlichen Toten beim Wiener Praterstern, bei der eine Passantin aufgrund des mitgebrachten Blechsarges herum schrie und von einem der Polizisten zur Ruhe angewiesen wurde, steht Kienast ihm, zwar stumm, bei, obwohl Roman diesen Polizisten aufgrund seiner Verhaltensweise gegenüber der Passantin anschrie. Die nachfolgende Szene, in der der Tote in den Blechsarg, nach fehl geschlagener Reanimation, gelegt wird und Kienast Roman seine Hilfe anbietet, bestärkt dies.
An einem anderen Tag fängt Margit ihren Sohn nach seinem Dienst bei der Bestattung ab. Sie erzählt, dass Roman als Baby in der Nacht immer schrie. Um wenigstens eine Nacht lang gut schlafen zu können, habe die Jungmutter ein Kissen genommen und es Roman ins Gesicht gedrückt, bis dieser mit dem Schreien aufgehört habe. Das Baby habe nicht mehr geatmet, weshalb Margit das leblose Kind durch Mund-Beatmung (sie hielt ihm die Nase zu, wobei eine Beatmung durch den Mund bei geschlossener Nase erfolgt) jedoch reanimiert habe, worauf dieses deshalb wieder zu atmen begonnen habe. Am nächsten Tag habe sie das Kind der Jugendfürsorge übergeben.
Während der Anhörung der beantragten Bewährung sieht man das Video, in dem die Tat nachgestellt wird. Hier erkennt man, dass Roman von seinem Heimkollegen mittels Pullover über dem Kopf die Luftzufuhr abgeschnürt wurde und das, vermutlich verbunden mit seinem unbewussten Trauma aus dem Säuglingsalter, die Kurzschlusshandlung des Totschlags hervorgerufen hat. Am Ende der Verhandlung sieht man Roman das Gericht verlassen, jedoch erfährt man nicht den Ausgang derselbigen. Die freudige Reaktion seines Bewährungshelfers deutet allerdings einen positiven Ausgang an. In der letzten Szene besucht Roman das Grab des Jugendlichen, dessen Tod er zu verantworten hat.

## Hintergrund

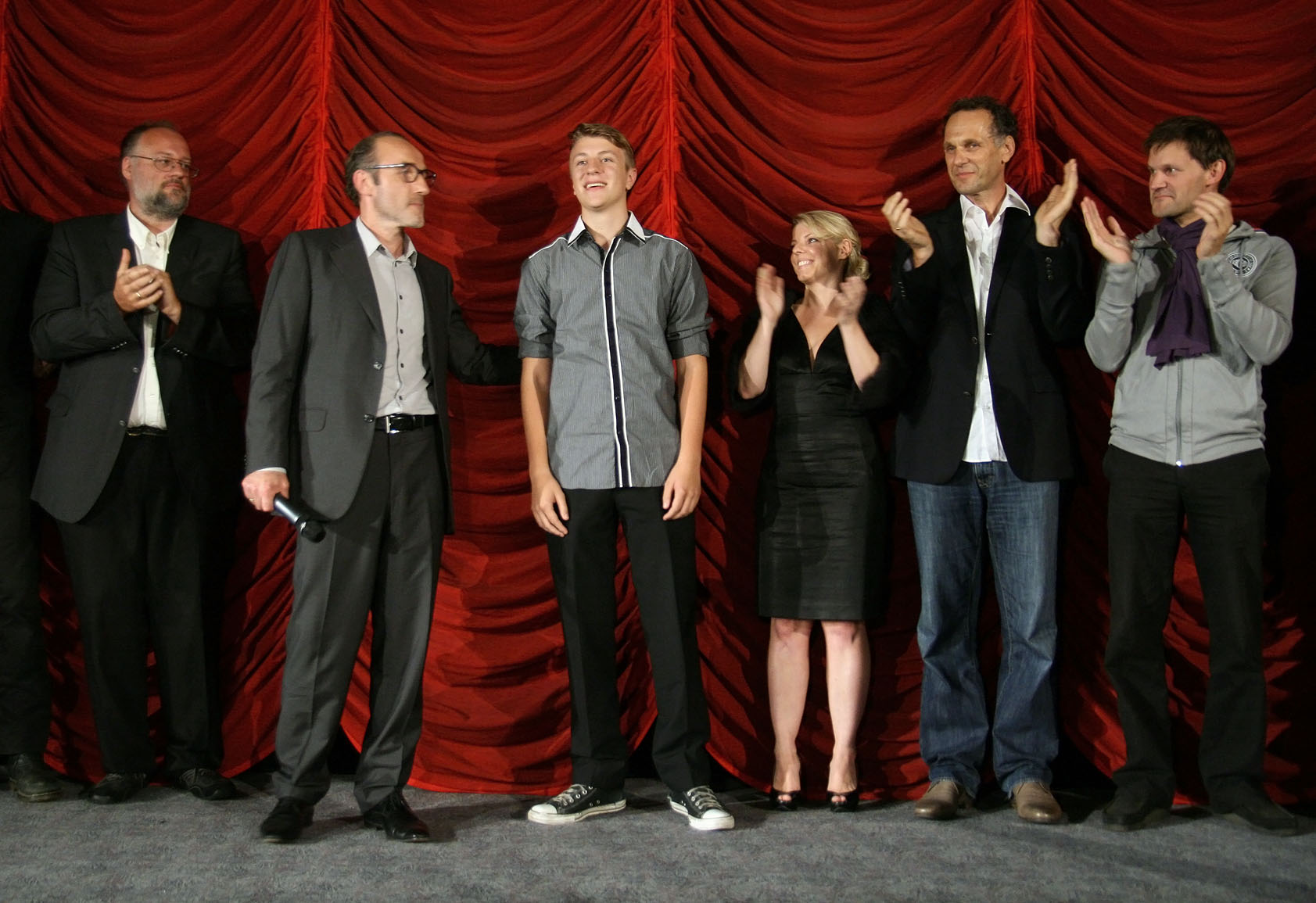
Markovics, Lischka, Schubert, Tucmandl und weitere Mitglieder des Filmteams bei der Österreichpremiere

Die Dreharbeiten des mit einem Produktionsbudget von 1 Million Euro gedrehten Films fanden in Wien statt. Als Hauptdarsteller wurde der erst 17 Jahre alte Laiendarsteller Thomas Schubert gewonnen, für den es neben Karl Markovics hinter der Kamera ebenfalls sein Debüt ist.
Nach Vorführungen bei einzelnen Filmfestivals (Cannes, Sarajevo) fand die offizielle Premiere am 27. September 2011 im Wiener Gartenbaukino statt. Ab dem 30. September 2011 war der Film in einigen ausgewählten österreichischen Kinos zu sehen.

## Auszeichnungen

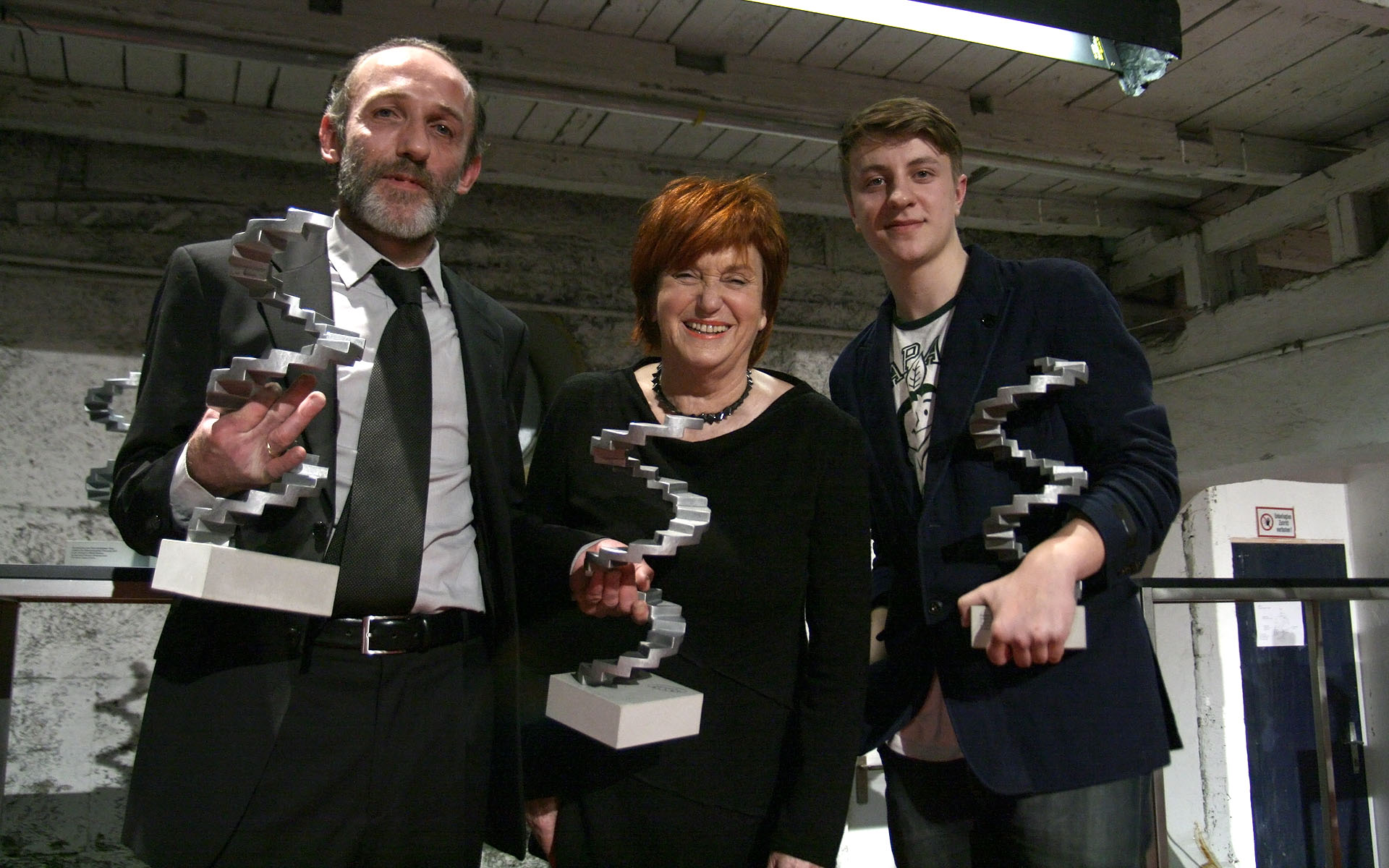
Karl Markovics und Thomas Schubert mit Valie Export, Österreichischer Filmpreis 2012

- Internationale Filmfestspiele von Cannes 2011: Label Europa Cinemas
- Sarajevo Film Festival 2011, Bester Film[3]
- Sarajevo Film Festival 2011, Bester Schauspieler: Thomas Schubert
- Goldenes Auge 2011, Bester deutschsprachiger Spielfilm[4]
- Hauptpreis in der Kategorie Film des 35. São Paulo International Film Festivals für Atmen[5]
- Österreichischer Filmpreis 2012: Bester Spielfilm, Bester männlicher Darsteller für Thomas Schubert, Beste Regie und Bestes Drehbuch für Karl Markovics, Beste Musik für Herbert Tucmandl, Bester Schnitt für Alarich Lenz
- Günter Rohrbach Filmpreis 2013: Sonderpreis der Saarland Medien GmbH für Karl Markovics

Von der Austrian Film Commission wurde Atmen als Kandidat für den Oscar in der Kategorie Bester fremdsprachiger Film ausgewählt. Er schaffte es jedoch nicht auf die Nominierungs-Shortlist der AMPAS. Von sechs Nominierungen beim Österreichischen Filmpreis 2012 konnte Atmen alle sechs gewinnen.